# Beti Mugan
Beti Mugan fue un grupo de rock del País Vasco. Fundados a finales de los años 80 en Fuenterrabía (Guipúzcoa, España) a partir de las cenizas de Desband (en cuyo seno militó Iñigo Muguruza).
Practicaban un rock ruidoso muy cercano al noise. Sus influencias fueron muchas y variadas, como Sonic Youth, Pixies, Neil Young, The Nomads o Hüsker Dü.
Publicaron su primer álbum Mugan en 1992, al que siguieron otros tres álbumes. En 1998, con la banda ya disuelta, la discográfica independiente Esan Ozenki publicó Batzen, un álbum recopilatorio en el que hablaban de ellos en estos términos:

«Beti Mugan utilizó el mismo estilo que [Sonic Youth, Pixies y Hüsker Dü] para dibujar su propio universo musical. Grupo destacado del Bidasoa, antes que Dut, fueron ellos y OrgasmicToothpicks entre otros los que abrieron vías en la vanguardia musical. Por desgracia, y no es el único caso, para cuando la gente entendió Beti Mugan, se nos despidieron. Su legado musical es nuestro consuelo. [...] Beti Mugan, así como Ama Say, fueron bandas elegantes que pusieron en nuestros oidos (sic) el hard pop distorsionado. Perder u olvidar su testimonio sería imperdonable»

Hoy son recordados dentro del País Vasco como una banda incomprendida y de culto.

## Miembros
- Nagore - voz
- Javi - voz y guitarra
- Koldo - voz y guitarra
- Xabi - guitarra
- Ramón - batería
- Martxel - bajo y letras.

## Discografía
- Mugan (Basati Diskak, 1992). Mini-LP.
- Oreka desorekan (Basati Diskak, 1994)
- Hamlet
- Underribi
- Batzen (Esan Ozenki, 1998). CD recopilatorio.